# Lareine
Lareine (яп. ラレーヌ) — японская рок-группа основанная в 1994 году. Коллектив выпустил множество альбомов. Изначально группа называлась Laliene, но 26 марта 1996 года её переименовали в Lareine.

## Последний состав
- Камиджо (KAMIJO) — вокал
- Эмиру (EMIRU) — бас-гитара

Бывшие участники
- Маю (MAYU) — электрогитара
- Казуми (KAZUMI) — барабаны
- Хироно (HIRONO) — гитара
- Акира (AKIRA) — гитара
- Мачи (MACHI) — барабаны
- Кёка (鏡花) — барабаны
- Сакуреу (SAKUREU) – гитара

## Дискография
Альбомы
- Blue Romance ~Yasashii Hanatachi no Kyousou~ (Blue Romance～優しい花達の狂奏～, 7 сентября 1997)
- Fierte no Umi to Tomo ni Kiyu ~The Last of Romance~ (フィエルテの海と共に消ゆ～THE LAST OF ROMANCE～, 16 февраля 2000)
- Scream (1 ноября 2000)
- Vampire Scream (1 ноября 2000)
- Reine de Fleur I (26 марта 2003)
- Reine de Fleur II (26 марта 2003)
- Crystal Letos (31 марта 2004)
- Never Cage (5 сентября 2004)

EP
- Blue Romance (24 декабря 1996)
- Lillie Charlotte (1 октября 1998)
- Etude (25 декабря 2002)
- Majesty (30 сентября 2003)
- Knight (28 ноября 2003)
- Etude -Platinum White- (25 декабря 2003)
- Princess (24 марта 2004)
- Winter Romantic (18 марта 2006)

Синглы
- «Saikai no Hana» (再会の花, 26 марта 1996)
- «Romancia» (26 апреля 1997)
- «Fleur» (14 марта 1998)
- «Metamorphose» (18 декабря 1998)
- «Fiancailles» (26 мая 1999)
- «Billet ~Osanaki Natsu no Binsen~» (Billet ～幼き夏の便箋～, 25 августа 1999)
- «Fuyu Tokyo» (冬東京, 15 декабря 1999)
- «Bara wa Utsukushiku Chiru/Ano Hito no Aishita Hito Nara» (薔薇は美しく散る/あの人の愛した人なら, 9 февраля 2000)
- «Grand Pain» (12 октября 2000)
- «Chou no Hana»/«Lesson» (蝶の花/レッスン, 27 ноября 2002)
- «Saikai no Hana» (re-release, 26 марта 2003)
- «Scarlet Majesty» (30 июля 2003)
- «with Present Letos» (14 ноября 2003)
- «Trailer» (19 июля 2004)
- «Doukeshi no Bukyoku» (道化師の舞曲, 27 ноября 2005)
- «Setsurenka» (雪恋詩, 27 ноября 2005)
- «Cinderella Fantasy» (27 ноября 2005)
- «Sakura» (さくら, 18 марта 2006)
- «Drama» (18 марта 2006)
- «Last Song» (9 мая 2007)

Домашнее видео
- Chantons L’amour ~Lillie Kara no Tegami~ (Chantons l'amour～リリーからの手紙～, 25 августа 1999)
- Fierte no Umi to Tomo ni Kiyu ~Film Tracks~ (フィエルテの海と共に消ゆ～FILM TRACKS～, 16 февраля 2000)